# Villarodin-Bourget
Villarodin-Bourget – miejscowość i gmina we Francji, w regionie Owernia-Rodan-Alpy, w departamencie Sabaudia.
Według danych na rok 1990 gminę zamieszkiwały 514 osoby, a gęstość zaludnienia wynosiła 16 osób/km² (wśród 2880 gmin regionu Rodan-Alpy Villarodin-Bourget plasuje się na 1134. miejscu pod względem liczby ludności, natomiast pod względem powierzchni na miejscu 183.).